# Nikołaj Czernyszewski
Nikołaj Gawriłowicz Czernyszewski (ros. Николай Гаврилович Чернышевский; ur. 12 lipca?/24 lipca 1828 w Saratowie, zm. 17 października?/29 października 1889 tamże) – rosyjski filozof, socjalista, przez niektórych postrzegany jako socjalista-utopista, rewolucyjny demokrata, redaktor, krytyk literacki, publicysta i pisarz. Był liderem rewolucyjnego demokratycznego ruchu lat 1860. Jego filozofia wywarła wpływ na ideologię Włodzimierza Lenina i Emmy Goldman. Zwolennikiem Czernyszewskiego był także Svetozar Marković.

## Życiorys

### Młodość i lata studenckie
Urodził się w Saratowie w rodzinie prawosławnego duchownego Gawriła Iwanowicza Czernyszewskiego. Uczył się w domu pod kierownictwem ojca, człowieka wielostronnie wykształconego. W roku 1842 wstąpił do seminarium duchownego w Saratowie. Czas tam spędzony wykorzystał przede wszystkim dla samokształcenia: uczył się języków, historii, geografii, teorii retoryki, gramatyki języka rosyjskiego. Nie ukończywszy seminarium, w 1846 wstąpił na Uniwersytet Petersburski na wydział ogólnej retoryki na fakultecie filozofii. Już w okresie studiów uniwersyteckich ogromnie interesował się tym, co dzieje się w życiu politycznym i ideologicznym w Rosji i na Zachodzie, pasjonował się wystąpieniami Bielińskiego, Hercena, studiował prace Hegla, Feuerbacha, Fouriera i innych zachodnioeuropejskich myślicieli. W okresie nauki na uniwersytecie ukształtowały się u niego podstawy poglądów, powstało przekonanie o konieczności rewolucji w Rosji. Czernyszewski świadomie przygotowywał się do działalności rewolucyjnej. W tym czasie powstawały jego pierwsze utwory literackie. Po ukończeniu uniwersytetu otrzymał posadę w saratowskim gimnazjum i wiosną 1851 rozpoczął tam pracę.

### Dojrzałe życie i działalność
W roku 1853 spotkał swoją przyszłą żonę Olgę Wasiliewą, wraz z którą później po ślubie przeprowadził się z rodzinnego Saratowa do Petersburga. Został powołany jako nauczyciel do Drugiego Korpusu Kadetów, gdzie jednak przebywał niedługo: odszedł po konflikcie z jednym z oficerów.
Wraz z rosyjskim poetą Nikołajem Niekrasowem i krytykiem literackim Nikołajem Dobrolubowem stanął na czele redakcji czasopisma „Sowriemiennik” („Współcześnik”).
W lipcu 1862, mimo niewystarczających dowodów, został obwiniony o stworzenie proklamacji „Barskim chłopom pokłon od przychylnych”, aresztowany i osadzony w Twierdzy Pietropawłowskiej. W służbowej dokumentacji w korespondencji żandarmerii i tajnej policji nazwany został „wrogiem numer jeden Imperium Rosyjskiego”. W okresie 678 dni więzienia napisał wiele prac, najbardziej ważką z nich była powieść Co robić? (1863), opublikowana w 3, 4 i 5. numerach „Współcześnika” (zdaniem profesora słowiańskiej i porównawczej literatury, Josepha Franka, dzieło to, daleko bardziej niż Kapitał Marksa, wprowadziło emocjonalną dynamikę, która w końcu prowadziła do wybuchu rewolucji w Rosji.)
Po ogłoszeniu wyroku (1864) skazującego na 7 lat katorgi, przebywał na zesłaniu we wschodniej Syberii. Nie dał się namówić do złożenia podania o łaskę. W 1875 o uwolnienie Czernyszewskiego starał się I. N. Myszkin. Organizatorem jednej z prób oswobodzenia był G. A. Łopatin. W roku 1883 Czernyszewskiego przewieziono do Astrachania. Dzięki staraniom rodziny wiosną 1889 przeniósł się do Saratowa, lecz już jesienią tego roku zmarł. Został pochowany w Saratowie na Cmentarzu Woskresieńskim.
Za bezpośrednich kontynuatorów myśli Czernyszewskiego uważa się Piotra Ławrowa i Nikołaja Michajłowskiego. Osobę Czernyszewskiego i jego prace szczególną estymą darzył Włodzimierz Lenin.

## Poglądy filozoficzne i społeczne

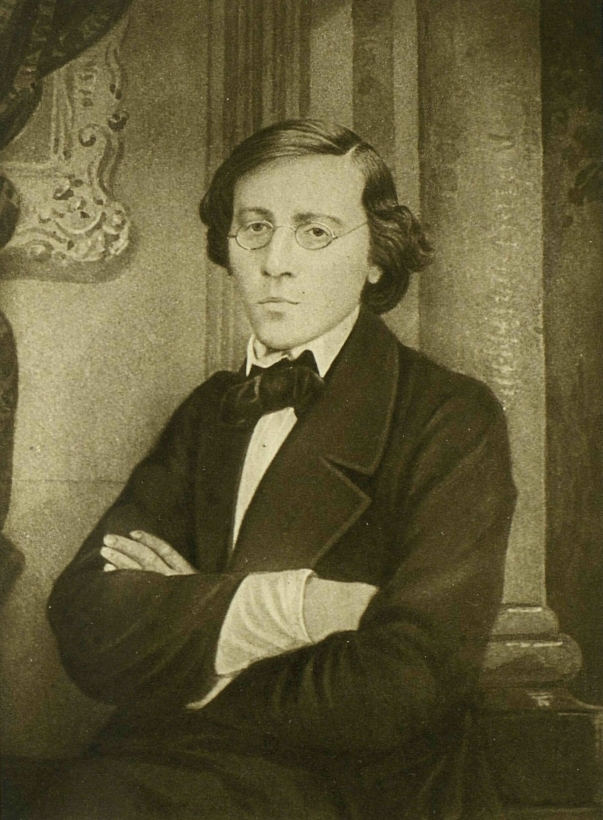
Nikołaj Czernyszewski

W swojej twórczości Czernyszewski koncentruje się na zmianie stylu życia w Rosji i podkreśla nową moralność młodego pokolenia. Wraz z Aleksandrem Hercenem położył podstawy ideologii narodnictwa. Riasanovsky wymienia go, obok Nikołaja Dobrolubowa i Dmitrija Pisariewa, jako głównego ideologa pokolenia młodych rewolucjonistów rosyjskich lat 60. XIX w.
Był oponentem Dostojewskiego. W artykule Не начало ли перемены? (Czy to nie początek zmiany?) krytykował Grigorowicza i Turgieniewa. Agitował za rewolucyjnym obaleniem autokracji w Rosji i stworzeniem socjalistycznego społeczeństwa, z wykorzystaniem tradycyjnej instytucji wspólnoty wiejskiej jako stadium przejściowego. Zakładał przy tym, że rewolucja socjalistyczna zwycięży wcześniej w innych państwach europejskich.
Filozofia Czernyszewskiego była inspirowana myślą Hercena, Bielińskiego (którego koncepcje prymatu życia nad sztuką rozwijał), zaś z filozofów zagranicznych Benthama i Feuerbacha. Postrzegał walkę klas jako postępowy ruch społeczeństwa i bronił interesów ludzi pracy. W jego pojęciu masy są głównym sprawcą przemian historycznych. Przypisuje mu się użycie wyrażenia „im gorzej, tym lepiej” w znaczeniu, iż im w gorsze są warunki socjalne biednych, tym bardziej będą oni skłonni rozpętać rewolucję. Wyraził też myśl, że biedni i niemający władzy ludzie nigdy nie będą mogli wyrwać się z tego stanu. Dlatego, według niego, należało rewolucyjnie przeobrazić społeczeństwo, a w tym celu uważał za konieczne wykreować silnych, mądrych i dążących do swobody ludzi. Głosił utylitaryzm, pozytywizm, materializm i realizm rozumiany jako bunt przeciwko tradycyjnym wartościom funkcjonującym w społeczeństwie rosyjskim: strukturze rodziny, dyscyplinie szkolnej, religii. Podkreślał, że podstawą moralności jednostki i sprawnego funkcjonowania społeczeństw jest szczęście każdego człowieka, nie należy jednak folgować egoizmom indywidualnym, lecz poszukiwać rozwiązań zadowalających możliwie największą liczbę jednostek. Konsekwencją tego poszukiwania w ocenie Czernyszewskiego musiała być budowa społeczeństwa opartego w każdej sferze, także ekonomicznej, na współpracy i równości.
Pedagogiczny ideał dla Czernyszewskiego to wszechstronnie rozwinięta osobowość, gotowa samo rozwijać się i poświęcać dla dobra ogółu.
Za wady współczesnego sobie systemu kształcenia uważał niski poziom i potencjał rosyjskiej nauki, scholastyczne metody nauczania, musztrę zamiast wychowania, nierówność wykształcenia mężczyzn i kobiet. Opowiadał się za ich emancypacją.
Był zdania, że przemiany socjalne prowadzą do zmiany społeczeństwa jako całości i każdej jednostki z osobna. Według Czernyszewskiego niemoralne życie jednostki jest następstwem niewłaściwego wychowania i biedy. Za jedną z głównych cech natury ludzkiej uważał aktywność, źródła której szukać należy w uświadomieniu sobie braków i dążeniu do ich usunięcia.
Znaczenie Czernyszewskiego i Dobrolubowa dla rozwoju rosyjskiej myśli społecznej James Billington podsumował następująco:

Przyjmując za punkt wyjścia materializm Feuerbacha i racjonalizm utylitarystów angielskich, ci wpływowi krytycy doprowadzili młode pokolenie do systematycznego odrzucania całej dotychczasowej tradycji i całego paradygmatu idealistycznego, w ramach którego toczyły się dyskusje szlacheckiego stulecia

### Poglądy literackie
Czernyszewski, podobnie jak pozostali twórcy swojego pokolenia, uważał, że zadaniem literatury jest przekazywanie prostych i łatwo zrozumiałych przesłań natury społecznej, a przy tym wpajanie czytelnikowi wartości utylitarnych. Zdaniem Riasanovsky’ego konsekwentne realizowanie tych założeń sprawiło, że najsłynniejszy utwór Czernyszewskiego – Co robić? – jest tekstem literacko słabym.
Czernyszewski był przekonany, że literatura posiada moc zmiany świata i dokonywania przemiany sumień czytelników. Szczególnie cenił twórczość Nikołaja Gogola.
Poglądy na sztukę Czernyszewskiego były krytykowane przez Aleksandra Drużynina.

## Dzieła

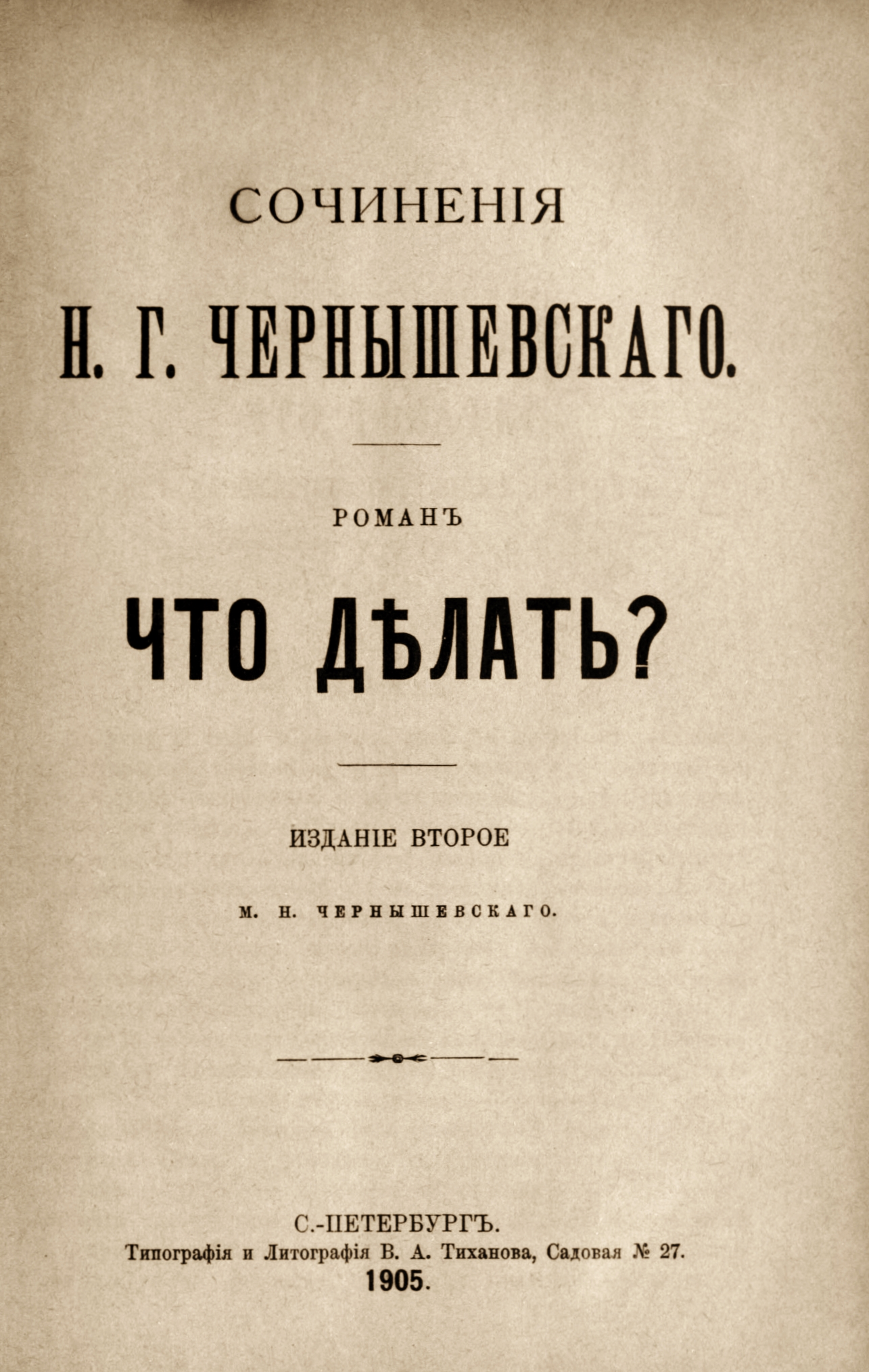
Powieść Nikołaja Czernyszewskiego Co robić?, która wywarła wpływ min. na radykalne poglądy Lenina.

### Filozofia i estetyka
- Estetyczne relacje sztuki i rzeczywistości (Эстетические отношения искусства к действительности)
- Antropologiczne zasady filozofii
- Natura ludzkiej wiedzy

### Powieści
- Co robić?
- Prolog

### Publicystyka
- Szkodliwa cnota (Вредная добродетель)
- List do synów A.N. i M.N. Czernyszewskich (Письмо сыновьям А.Н. и М.Н. Чернышевским)

### Wspomnienia
- Wspomnienia o Niekrasowie (Воспоминания о Некрасове)
- N.A. Dobrolubow

### Krytyka literacka
- „Listy o Hiszpanii” W. P. Botkina („Письма об Испании” В. П. Боткина)
- Aleksander Sergiejewicz Puszkin. Jego życie i prace. (Александр Сергеевич Пушкин. Его жизнь и сочинения)
- Opowiadania z guberni (Губернские очерки)
- Dzieciństwo i lata młodzińecze. Wojenne opowiadania hrabiego L. N. Tołstoja. (Детство и отрочество. Военные рассказы графа Л. Н. Толстого)
- Uwagi o Niekrasowie (Заметки о Некрасове)
- Czy to nie początek przemian? (Не начало ли перемены?)
- O „Brygadierze” Fonwizina (О „Бригадире” Фонвизина)
- O poezji. Praca Arystotelesa. (О поэзии. Сочинение Аристотеля)
- Rysy gogolowskiego okresu literatury rosyjskiej (Очерки гоголевского периода русской литературы)
- Rosjanin na rendez-vous (Русский человек на rendez-vous)
- Prace i pisma N. W. Gogola (Сочинения и письма Н. В. Гоголя)
- Prace Puszkina (Сочинения Пушкина)
- Wiersze Kolcowa (Стихотворения Кольцова)
- Wiersze N. Ogariewa (Стихотворения Н. Огарева)

## Postać Czernyszewskiego w literaturze
Jeden z rozdziałów powieści Dar Vladimira Nabokova zawiera krytyczną pseudobiografię Czernyszewskiego, która wzbudziła wiele kontrowersji po jej publikacji.